# Donald Reece

Herb arcybiskupa Jamajki Donalda Jamesa Reece'a, arcybiskupa Kingston na Jamajce.

Donald James Reece (ur. 13 kwietnia 1934 w Kingston) – jamajski duchowny katolicki, arcybiskup Kingston w latach 2008-2011.

## Życiorys
3 stycznia 1971 otrzymał święcenia kapłańskie.
17 lipca 1981 został mianowany przez Jana Pawła II biskupem Saint John’s – Basseterre. Sakry biskupiej 8 października 1981 udzielił mu arcybiskup Kingston Samuel Emmanuel Carter. 12 października 2007 roku został mianowany arcybiskupem koadiutorem Kingston. 12 kwietnia 2008 roku został mianowany arcybiskupem Kingston. 15 kwietnia 2011 roku zrezygnował z urzędu arcybiskupa.